# Сід Кімптон
Габріель Сіблі «Сід» Кімптон (англ. Gabriel Sibley "Sid" Kimpton, 12 серпня 1887, Лівесден, Велика Британія — 15 лютого 1968, там само), також відомий як Джордж Кімптон (англ. George Kimpton) — англійський футболіст, що грав на позиції нападника за клуб «Саутгемптон». По завершенні ігрової кар'єри — тренер.
Чемпіон Франції (як тренер). Дворазовий володар Кубка Франції (як тренер).

## Ігрова кар'єра
У футболі дебютував 1910 року виступами за клуб «Саутгемптон», кольори якого і захищав протягом усієї своєї кар'єри гравця, що тривала одинадцять років. 

## Кар'єра тренера
Розпочав тренерську кар'єру невдовзі по завершенні кар'єри гравця, 1921 року, очоливши тренерський штаб клубу «НФК Прага».
1922 року став головним тренером команди «Полонія», тренував команду з Варшави один рік.
Згодом протягом 1923–1923 років очолював тренерський штаб клубу «Краковія».
1934 року прийняв пропозицію попрацювати зі збірною Франції на ЧС-1934 в Італії. Залишив збірну Франції після ЧС, програвши єдиний матч на турнірі збірний Австрії (2-3).
Протягом тренерської кар'єри також очолював команди клубів «Гавр», «Расінг» (Париж) та «Руан».
Останнім місцем тренерської роботи був клуб «Шербур», головним тренером команди якого Сід Кімптон був з 1946 по 1950 рік.
Помер 15 лютого 1968 року на 81-му році життя.

## Титули і досягнення

### Як тренера
- Чемпіон Франції (1):

«Расінг» (Париж): 1935-1936
- Володар Кубка Франції (2):

«Расінг» (Париж): 1935-1936, 1938-1939